# Pacifiosoma christofer
Pacifiosoma christofer är en mångfotingart som först beskrevs av Mikhaljova 1993.  Pacifiosoma christofer ingår i släktet Pacifiosoma och familjen Diplomaragnidae. Inga underarter finns listade i Catalogue of Life.